# Casmene
Casmene (in greco antico Κασμέναι Kasménai; in latino Casmenae) fu una colonia greca, più precisamente siracusana, fondata nel 644 a.C. circa nell'immediato entroterra, in una posizione strategica per il controllo della Sicilia centrale, e utilizzata come avamposto militare sulla via interna chiamata Selinuntina, che da Siracusa portava a Selinunte.
È stata riportata alla luce agli inizi del XX secolo da Paolo Orsi, essendo stato il sito con ogni probabilità identificato in corrispondenza del Monte Casale (820 m s.l.m.), sul territorio dei comuni di Buscemi e Giarratana, antico apparato vulcanico spento da millenni nei pressi di Monte Lauro.

## Origini storiche

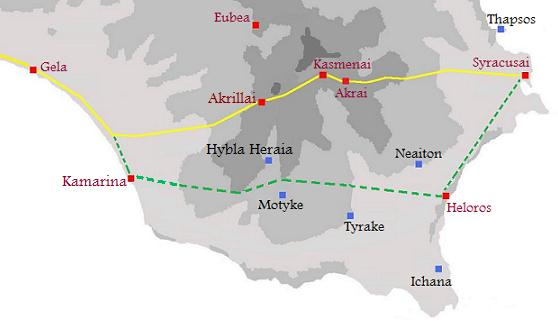
La Sicilia sud-orientale e le città del V secolo a.C.
Le città greche in rosso, città sicule in blu, la via Selinuntina in giallo e la via Elorina in verde.

Esistono numerosissime notizie che la vedono protagonista che di storico hanno ben poco, addirittura corredate da materiali falsi; proprio per questo motivo si preferisce fare riferimento all'unico storico più vicino ai fatti: Tucidide.
Gli avvenimenti più attendibili sono i seguenti; forse nel 553 a.C. combatté insieme a Siracusa contro Kamarina ed i Siculi; inoltre vi furono esiliati alcuni siracusani, poi ricondotti da Gelone nel 485 a.C. a Siracusa; Dione, sbarcato a Eraclea Minoa, vi raccolse truppe contro Siracusa.
La città venne abbandonata verso la fine del IV secolo a.C., con la graduale decadenza siracusana, e quindi la relativa mancanza di frequentazione del sito.
A sud dell'antica Casmene, sorgeva quella che adesso viene chiamata "Terravecchia", erede della stessa Casmene, l'antica terra dove sorgeva Giarratana (Jarratana), che venne abbandonata dai suoi abitanti dopo il terremoto del 1693.

## Reperti archeologici

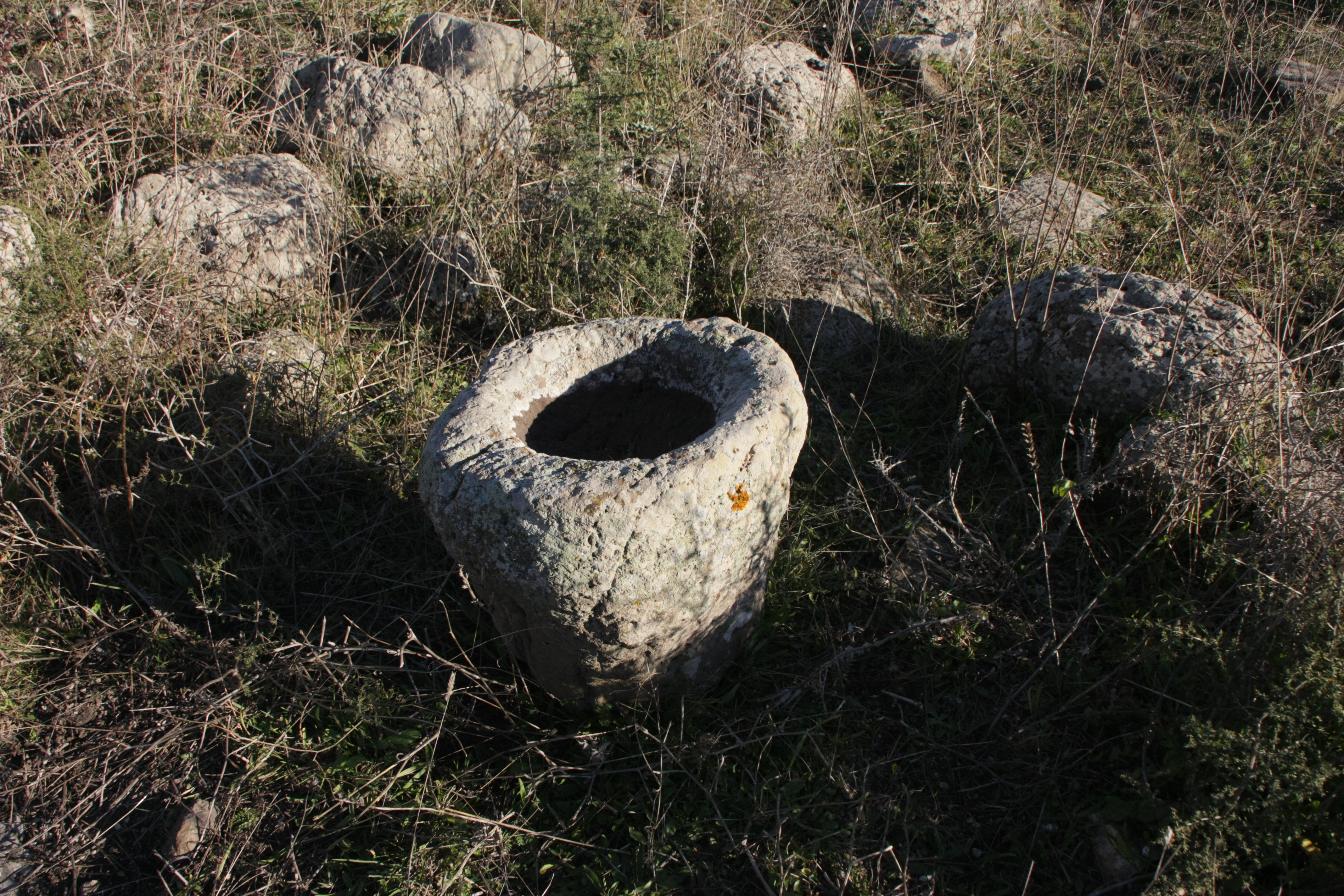
Una macina

Le cinta murarie della città, importanti per la sua funzione strategica e militare e lunghe 3.400 m, si sono conservate sparse attraverso i secoli come il suo impianto urbanistico alquanto singolare, composto solo da strade parallele (38 esattamente) tutte in direzione Nord-Sud. Tali cinta murarie erano intervallate da torri rettangolari per proteggere l'abitato. Tutto fa supporre che Casmene (Kasmenai) sia un aggregato di quartieri, proprio perché il suo nome è espresso al plurale in greco. Da quest'area provengono frecce, pugnali, lance e giavellotti, mentre ancora emergono dalla terra i blocchi di basalto che costituivano gli antichi mulini del tempo.
Tra i resti scavati vi sono quattro abitazioni e un tempio già esistente all'arrivo dei coloni con decorazione fittile policroma al cui interno sono state trovate numerosissime armi. Per questo motivo si pensa esso fosse associato ad un dio guerriero.

## Criticità
Il sito di Casmene è ancora oggi poco conosciuto, sia da un punto di vista archeologico, per cui si è scavato ancora molto poco e sia da un punto di vista turistico. Questa antica città non è visitabile e non è prevista alcuna forma di valorizzazione. Inoltre la mancanza di fondi e di controllo ha reso le recinzioni cadenti, mentre al suo interno sono passati più volte i tombaroli alla ricerca di tesori e reperti.